# 李良柱
李良柱（1539年—？），字伯任，號蘭亭，廣東廣州府番禺縣民籍，江西大庾縣人，明朝政治人物、進士出身。

## 生平
嘉靖三十一年（1552年）壬子科廣東鄉試第三十四名，萬曆二年（1574年）甲戌科會試第五十四名，登二甲第六十九名進士。授刑部主事，九年十一月差往福建恤刑，歷升员外郎、郎中，十一年二月升廣西布政司參議。

## 家族
曾祖父李宗榮；祖父李賢，曾任壽官 贈戶部主事 加贈中憲大夫；父李鸞，曾任戶部郎中。母盧氏（封安人）。永感下。